# Torn Down
Albums de The Cure
Bestival Live 2011
(2011)
Torn Down (sous titré Mixed Up Extras 2018) est un album de remixes du groupe rock britannique The Cure sorti au format double vinyle le 21 avril 2018 à l'occasion du Record Store Day,.
Torn Down sort ensuite au format CD le 22 juin 2018 comme partie intégrante de l'édition Deluxe en 3 CD de Mixed Up, la compilation de remixes sortie à l'origine en 1990.
L'album contient 16 remixes inédits réalisés par Robert Smith. Chaque album de The Cure, depuis Three Imaginary Boys (1979) à 4:13 Dream (2008), est représenté par une chanson. Les compilations Japanese Whispers, Mixed Up et Greatest Hits le sont également. 

## Liste des titres
| 1.    | Three Imaginary Boys (Help Me Mix)                     | Three Imaginary Boys      | 3:21 |
| 2.    | M (Attack Mix)                                         | Seventeen Seconds         | 3:07 |
| 3.    | The Drowning Man (Bright Birds Mix)                    | Faith                     | 4:29 |
| 4.    | A Strange Day (Drowning Waves Mix)                     | Pornography               | 5:05 |
| 5.    | Just One Kiss (Remember Mix)                           | Japanese Whispers         | 4:57 |
| 6.    | Shake Dog Shake (New Blood Mix)                        | The Top                   | 5:11 |
| 7.    | A Night Like This (Hello Goodbye Mix)                  | The Head on the Door      | 4:24 |
| 8.    | Like Cockatoos (Lonely in the Rain Mix)                | Kiss Me, Kiss Me, Kiss Me | 3:49 |
| 9.    | Plainsong (Edge of the World Mix)                      | Disintegration            | 4:33 |
| 10.   | Never Enough (Time to Kill Mix)                        | Mixed Up                  | 3:34 |
| 11.   | From the Edge of the Deep Green Sea (Love in Vain Mix) | Wish                      | 6:21 |
| 12.   | Want (Time Mix)                                        | Wild Mood Swings          | 4:44 |
| 13.   | The Last Day of Summer (31st August Mix)               | Bloodflowers              | 5:44 |
| 14.   | Cut Here (If Only Mix)                                 | Greatest Hits             | 4:25 |
| 15.   | Lost (Found Mix)                                       | The Cure                  | 3:59 |
| 16.   | It's Over (Whisper Mix)                                | 4:13 Dream                | 4:54 |
| 69:17 |                                                        |                           |      |